# Comuna Straža
Straža (Občina Straža) este o comună din Slovenia, cu o populație de 3.813 locuitori (30.06.2007).

## Localități
Dolnje Mraševo, Drganja sela, Jurka vas, Loke, Podgora, Potok, Prapreče pri Straži, Rumanja vas, Straža, Vavta vas și Zalog. 